# Voula
Voula (greacă Βούλα) este un oraș în Grecia în prefectura Attica de Est.